# Tchico Tchicaya
Pour les articles homonymes, voir Tchicaya.
Denis Pambou Tchicaya (dit Tchico Tchicaya) est un auteur-compositeur, guitariste et arrangeur congolais.

## Biographie

### Origines
Tchico Tchicaya est originaire des environs de Pointe-Noire, la capitale économique sur la côte atlantique de la république du Congo. 
Son grand-père Tchicay' Tchitchi habitait Diosso sur la route menant aux gorges éponymes, sur le site de Boung Mogno (qui se traduit en langue vili par "perte de la vie si jamais tu tombais dans les gorges") ou de Mboti Kandu (signifiant " le bien est une question d'éthique et de principe").

### Parcours artistique

#### Les débuts
Tchico Tchicaya commence sa carrière musicale en 1969 au sein de l'orchestre Manta Lokoka de Pointe-Noire. Il y est dirigé par le saxophoniste Paul Ngombe alias « Pincky ». Tchico se distingue en étant l'auteur de deux chansons; Theresa-Rina et Santa-Maguy, riches en harmonies vocales.

#### L'épopée " Bantou de la capitale "
Tchico Tchicaya se fait remarquer par Nino Malapet et Jean Serge Essous, deux pilliers de la musique congolaise.
Entre 1972 et 1974, il rejoint Les Bantous de la capitale, orchestre phare du pays pendant cette période. Il est l'un des chanteurs solistes qui renforcent le groupe, à la suite du départ des artistes Celestin Nkouka Celio, Pamélo Mounka et Côme Mountouari dit Kosmos, partis former l'orchestre Le Peuple du trio CEPAKOS
Tchico compose Isabelle mwana ya Kin, un opus qui va le révéler au grand public.
L'aventure se poursuit jusqu'en 1976.

#### L'afrobeat
Entre 1976 et 1979, il s'installe au Nigeria et s'inspire des rythmes de l'Afrobeat. Il y enregistre quatre albums et prend le surnom de " Golden voice " ("La voix d'or" ) ou "Le rossignol de Pointe-Noire".
Son best seller Mamy-Rosa, vendu à plus de 800 000 exemplaires, lui permet de décrocher son premier disque d’or. En 1977, il enchaîne avec From Congo to Nigeria, recevant dans la foulée son second disque d’or.
En 1981, bien qu'adulé au Nigeria, Tchico préfère s'envoler pour Abidjan, la capitale ivoirienne.

#### Abidjan
A Abidjan, Tchico enregistre l'album « L’heure a sonné Régina », et obtient son troisième disque d’or. Devenu une figure mondaine de la capitale, il côtoie les têtes d’affiche de cette époque : François Lougah, Mory Kanté, Salif Keita, Ernesto Djédjé, Amédée Pierre, Albert Doh, Bailly Spinto, Aïcha Koné.
Pendant la même période, il forme un duo avec son compère Mavoungou Lolo Lolitta et sortent en 1981 Jeannot, où est le sérieux ?,, devenu depuis un classique de tous les temps. En effet, cette chanson sera consacrée meilleure chanson de l’année 1982 et numéro un aux hit-parades des radios et télévision d’Afrique de l’Ouest.

#### Paris
En 1983, il s'installe à Paris, inaugurant, bien avant les autres, cette quête des artistes congolais pour l'enrichissement des sonorités venues d'ailleurs. 
En effet, souhaitant donner à sa carrière une dimension beaucoup plus internationale, Tchico et son ami et guitariste soliste, le regretté, Denis Loubassou, jettent leur dévolu sur la capitale française. 
Tchico enregistre auprès de plusieurs maisons de disques avec son groupe musical, qui a changé de nom au fil du temps (African Kings, Afro Festival, Ponton la Belle & Lolo Lolita, Les Evadés de Ponton la Belle ou encore Les Officiers de la musique africaine, Kilimandjaro, Soukouss Machine).
Les titres : « Soukous machine », « Cocktail tropical » et « Ambiance à Paris » enflamment les pistes de danse.
Dans les années 1990, son étoile est l'une des plus brillantes du style musical Soukous, avec comme pairs Kanda Bongo Man, Aurlus Mabélé, Pepe Kalle leader de l'Empire Bakouba, Diblo Dibala. 
Tchico Tchicaya a conçu son style unique, en mélangeant harmonieusement la Rumba congolaise, la salsa cubaine et les influences caraïbéennes. 

#### L'Australie
De 1999 à 2005, il s'installe en Australie, où il fonde le groupe Warako Musica avec le chanteur Passi-Jo. En 2001, le groupe comprenait les chanteurs et danseurs Leona Chisala et Patrice Lumumba, le percussionniste Aho Lowani, le batteur Robbie Avenaim, le claviériste Michael Havir, le guitariste rythmique Jim Swanston et le bassiste Conrad Henderson,,. 
En 2000, Warako Musica est auréolé du Prix du Meilleur orchestre de scène de l'Australie (” Australia Best Live Music Awards ”),. 

#### De nos jours
De retour en France, il est actuellement le leader de la formation “Maya-Maya Musica”, se produisant dans des salles plus intimistes telles qu'en juin 2018, "l’Univers des Artistes" à Romainville, en région parisienne.
Enrichi à travers toutes ses pérégrinations dans les différentes contrées du globe (Afrique, Europe, Caraïbes, Océanie), Tchico Tchicaya s'est entouré de talents de la nouvelle génération dans le but de péréniser, la musique congolaise dans le respect et l’esprit des traditions Bantous du Congo,.
Tchico chante et compose en plusieurs langues : lingala, kikongo, français, anglais, espagnol, sango, swahili, vili, sa langue maternelle et lari.
Les mélodies ancestrales et folkloriques, ainsi que les danses proposées par “Maya-Maya Musica” sont : la rumba congolaise, le zébola, le wara, le kiburikiri, le kingoli, l'ekongo, ankiera ntsie, chinkdinda, Kebe kebe, mbouanda dipoupa, elele ndzoro, tchikumbi, nzobi, olée, mondo, lènguèguè, egnongo, yekeyeke.
Pour la rumba, Maya-Maya Musica s'est inspiré des trois courants majeurs à la base de la renommée de ce genre musical : les orchestres African-Jazz, Bantous de la capitale et le TP OK Jazz de Franco Luambo.

## Distinctions
- 2000 : Prix du Meilleur orchestre de scène de l'Australie (Australia Best Live Music Awards) avec l'orchestre Warako Musica[7]

## Discographie
| Singles                                 | Année | Label                                                                             | Remarque                                                             |
| --------------------------------------- | ----- | --------------------------------------------------------------------------------- | -------------------------------------------------------------------- |
| Rina                                    | 1970  | BG 045                                                                            | Manta Lokoka                                                         |
| Loemarthe                               | 1971  | BG                                                                                | Manta Lokoka                                                         |
| Isabelle                                | 1972  | BG 880                                                                            | Les Bantous de la Capitale / José Missamou                           |
| Celia - Shantina                        | 1973  | BG 882                                                                            | Les Bantous de la Capitale                                           |
| Santana                                 | 1974  | BD 1090                                                                           | Les Bantous de la Capitale                                           |
| Shanta-Maguy                            | 1974  | BG 1006                                                                           | African Kings                                                        |
| Sambela Sambela                         | 1975  | Éditions Vévé 1245                                                                | African Kings                                                        |
| Ah Ponton la Belle                      | 1976  | Éditions Vévé 2095                                                                | African Kings                                                        |
| Bougez Bougez                           | 1976  | Éditions Namaco                                                                   | Ponton la Belle & Lolo Lolita                                        |
| From Congo to Nigeria                   | 1977  | ENLPS 42 (et Sonafric SAF 50091 - 1979)                                           | Ponton la Belle & Lolo Lolita                                        |
| Mamy Rosa / Josintha                    | 1978  | Éditions Namaco ENLPS 50 (et Sonafric SAF 50093 - 1979)                           | The Fantastic Pambou Tchicaya Tchico & His Waka Waka Band of Nigeria |
| Amie Clara                              | 1978  | Éditions Namaco ENLPS 52 (Sonafric SAF 50094 - 1979 et LIR 089 - 1982)            | Ponton la Belle & Lolo Lolita                                        |
| Operation soukous                       | 1979  | Éditions Namaco ENLPS 62 (et Sonafric SAF 50095 - 1979)                           | Ponton la Belle & Lolo Lolita                                        |
| L'heure a sonné                         | 1979  | Sonafric SAF 50110 (et Africana Star ASLPS 001 - Année inconnue)                  | Afro Festival                                                        |
| Feu Rouge                               | 1980  | Maikano MAI LP 1014 (et Bellot Records GBR 3810 - 1982)                           | Empire Musicana                                                      |
| Méditation                              | 1980  | Sonafric SAF 50099                                                                | Afro Festival, Fantastic Tchico                                      |
| Afro Festival Vol. 2                    | 1981  | Makossa M 2362                                                                    |                                                                      |
| Mon Enfant                              | 1981  | Maikano MAI LPS 1030 (P-Vine Special AC-10012 - 1984 et Panafrik PAN 1010 - 1986) | La Voix d'or d'Afrique                                               |
| Jeannot                                 | 1981  | BIR - Badmos International Records - 001 (et Sonafric SAF 50111 - 1983)           | Les Evadés de Ponton la Belle                                        |
| Rosalie                                 | 1981  | BIR - Badmos International Records - 002 (et Sonafric SAF 50112 - 1983)           | Les Evadés de Ponton la Belle                                        |
| Les Pili Pili De L'African Kings Renove | 1982  | Maikano MAI LP 1034                                                               | Tchico* & Denis La Cloche                                            |
| Tania                                   | 1982  | LIR 030                                                                           | Les Evadés de Ponton la Belle                                        |
| Giselle                                 | 1983  | Maikano MAI LP 1038                                                               | Empire Musicana                                                      |
| Evasion Vol.2                           | 1983  | Afro-Rythmes 5303                                                                 | Lele Fisi, Tchico et Samba Mapangala                                 |